# Gielow
Gielow (pol. Gilów) – miejscowość i gmina w Niemczech,  w kraju związkowym Meklemburgia-Pomorze Przednie, w powiecie Mecklenburgische Seenplatte, wchodząca w skład Związku Gmin Malchin am Kummerower See.
Dzielnice: Christinenhof, Gielow, Hinrichsfelde, Liepen, Peenhäuser.